# Blaubrustamazilie
Die Blaubrustamazilie (Polyerata amabilis, Syn.: Amazilia amabilis), gelegentlich auch Veilchenbrustamazilie genannt, ist eine Vogelart aus der Familie der Kolibris (Trochilidae). Die Art hat ein großes Verbreitungsgebiet, das die Länder Nicaragua, Costa Rica, Panama, Kolumbien und Ecuador umfasst. Der Bestand wird von der IUCN als nicht gefährdet (Least Concern) eingeschätzt.

## Merkmale

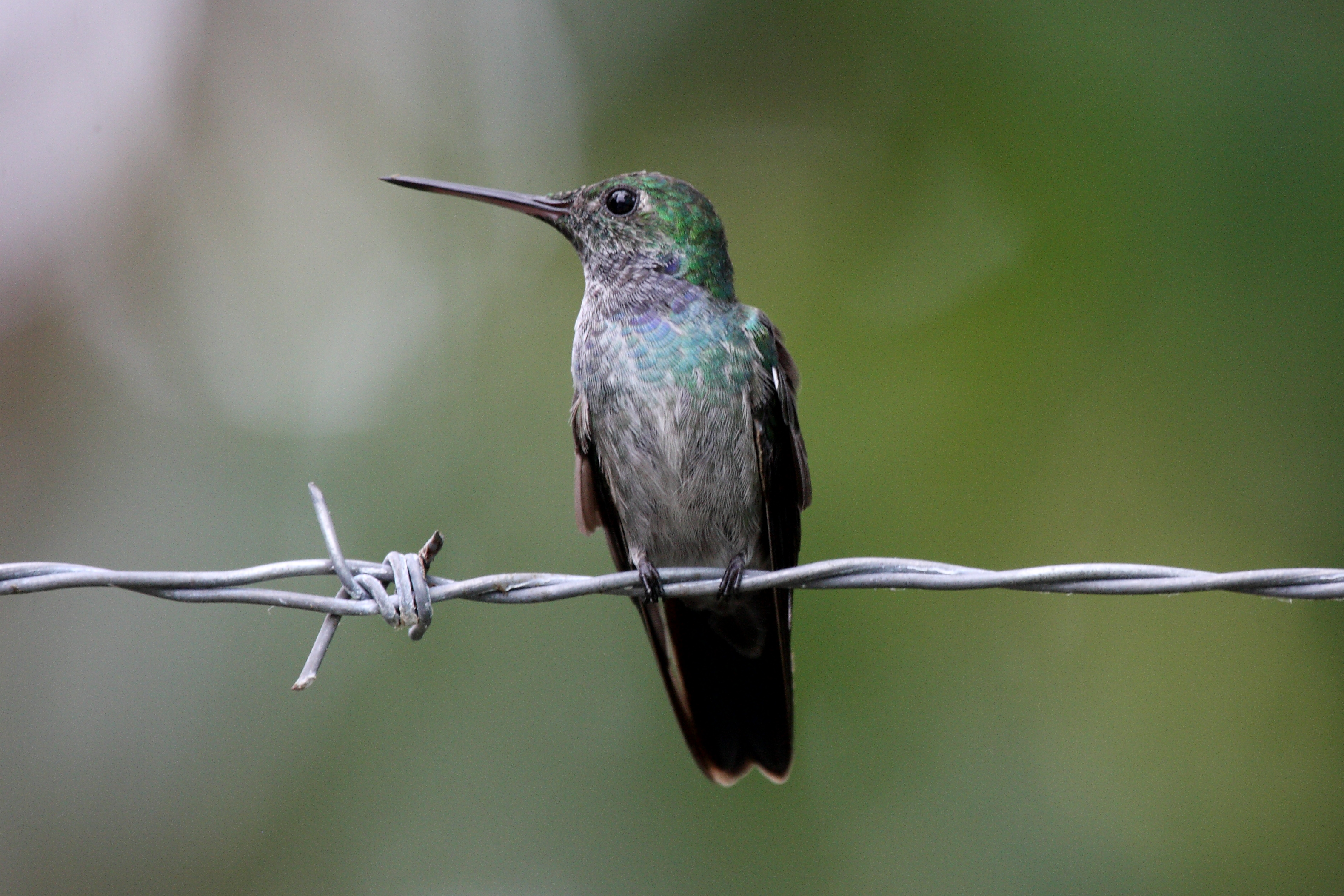
Blaubrustamazilie ♀

Die Blaubrustamazilie erreicht eine Körperlänge von etwa 7,5 cm, wobei der gerade Schnabel mit rosafarbenem Unterschnabel ca. 18 mm ausmacht. Die Oberseite des Männchens schimmert grün, der Oberkopf glitzert grün. Die Kehle ist dunkel mit etwas glitzerndem Grün an der Seite. Die Brust schimmert violettblau, Der hintere Teil der Unterseite ist gräulich mit etwas grün an den Seiten. Der Schwanz ist bronzen schwärzlich. Das Weibchen ist auf der Oberseite ähnlich wie das Männchen gefärbt, doch fehlt das Glitzern am Oberkopf. Die Unterseite ist blass gräulich mit vielen grünen Sprenkeln. Die Sprenkel sind bläulicher an der Brust. Der Schwanz ist bronzen schwärzlich, doch sind die äußeren Steuerfedern weiß gesprenkelt.

## Lebensweise
Ihr Futter sucht sie eher in den unteren bis mittleren Straten. Oft sitzen sie auf offenen Zweigen, die relativ tief sind. Meist schweben sie vor den Blüten, um an deren Nektar zu gelangen. Sie gilt als Waldbewohner. Das Verhalten ist aggressiv und so jagt sie gerne andere Konkurrenten.

## Lautäußerungen
Männchen sammeln sich in vereinzelten Lek zum Gesang. Dort geben sie in regelmäßigen Abständen gleichmäßige tiefe und piepsige tsit, tstit, trsit... Rufe von sich. Dabei sitzen sie auf tief gelegenen Ästen.

## Unterarten
Die Art gilt als monotypisch. Die von Walter Edmond Clyde Todd im Jahr 1942 beschriebene Unterart Amazilia amabilis costaricensis gilt heute als Synonym für die Nominatform.

## Verbreitung und Lebensraum

Verbreitungsgebiet der Blaubrustamazilie

Sie ist relativ selten auf niedrigen Pflanzen feuchter Wälder und Sekundärwald sowie deren angrenzenden Lichtungen, Plantagen und Gärten in den feuchten Tiefländern im Westen Ecuadors südlich bis in die Provinz Manabí und östlich bis in die Provinz Guayas bzw. nordwestlich bis Provinz Azuay zu entdecken. In den feuchten Waldgürtel der Provinz Esmeraldas wird sie meist von der Rosenbergamazilie abgelöst. Die meisten Berichte in Ecuador stammen aus Höhenlagen unter 300 Meter. In Kolumbien findet man sie nahe der Pazifikküste in Höhenlagen bis 1000 Meter. Hier kommt sie am Mittellauf des Río Magdalena im Süden des Departamento de Bolívar bis in den Nordwesten Cundinamarcas vor.

## Etymologie und Forschungsgeschichte
John Gould beschrieb die Blaubrustamazilie unter dem Namen Trochilus (--?) amabilis. Als Fundort gab er die Republik Neugranada an. Das Typusexemplar hatte er von Jules Bourcier bekommen. 1862 führte Ferdinand Heine junior die neue Gattung Polyerata ein. Dieses Wort leitet sich vom griechischen πολυηρατος polyēratos für „sehr hübsch“ ab und setzt sich aus πολυς polys für „viel“ und ερατος eratos für „hübsch“ zusammen.  Der Artname »amabilis« ist das lateinische Wort für »liebenswürdig« und kann von »amare« für »lieben« abgeleitet werden. »Costaricensis« bezieht sich auf Costa Rica, aus dem die analysierten Bälge stammten.
Lange wurde die Art unter der Gattung Amazilia geführt. 1827 beschrieben René Primevère Lesson und Prosper Garnot die Rostbauchamazilie unter dem Namen Orthorhynchus  Amazilia. Im Jahr 1843 führte Lesson dann den neuen Gattungsnamen Amazilia für den Goldmaskenkolibri, den Streifenschwanzkolibri, die Zimtbauchamazilie (Syn.: Ornysmia cinnamomea), den Blaukehl-Sternkolibri (Syn.: Ornymia rufula) und die Longuemare-Sonnennymphe ein. Die Rostbauchamazilie (Amazilia amazilia) erwähnte er nicht. Der Name stammt aus einem Roman von Jean-François Marmontel, der in Les Incas, Ou La Destruction De L'empire Du Pérou von einer Inkaheldin namens Amazili berichtete.